# Il grande sonno (film 1946 Hawks)
Il grande sonno (The Big Sleep) è un film del 1946 diretto da Howard Hawks e interpretato da Humphrey Bogart e Lauren Bacall.
Nel 1997 è stato scelto per la conservazione nel National Film Registry della Biblioteca del Congresso degli Stati Uniti.

## Trama

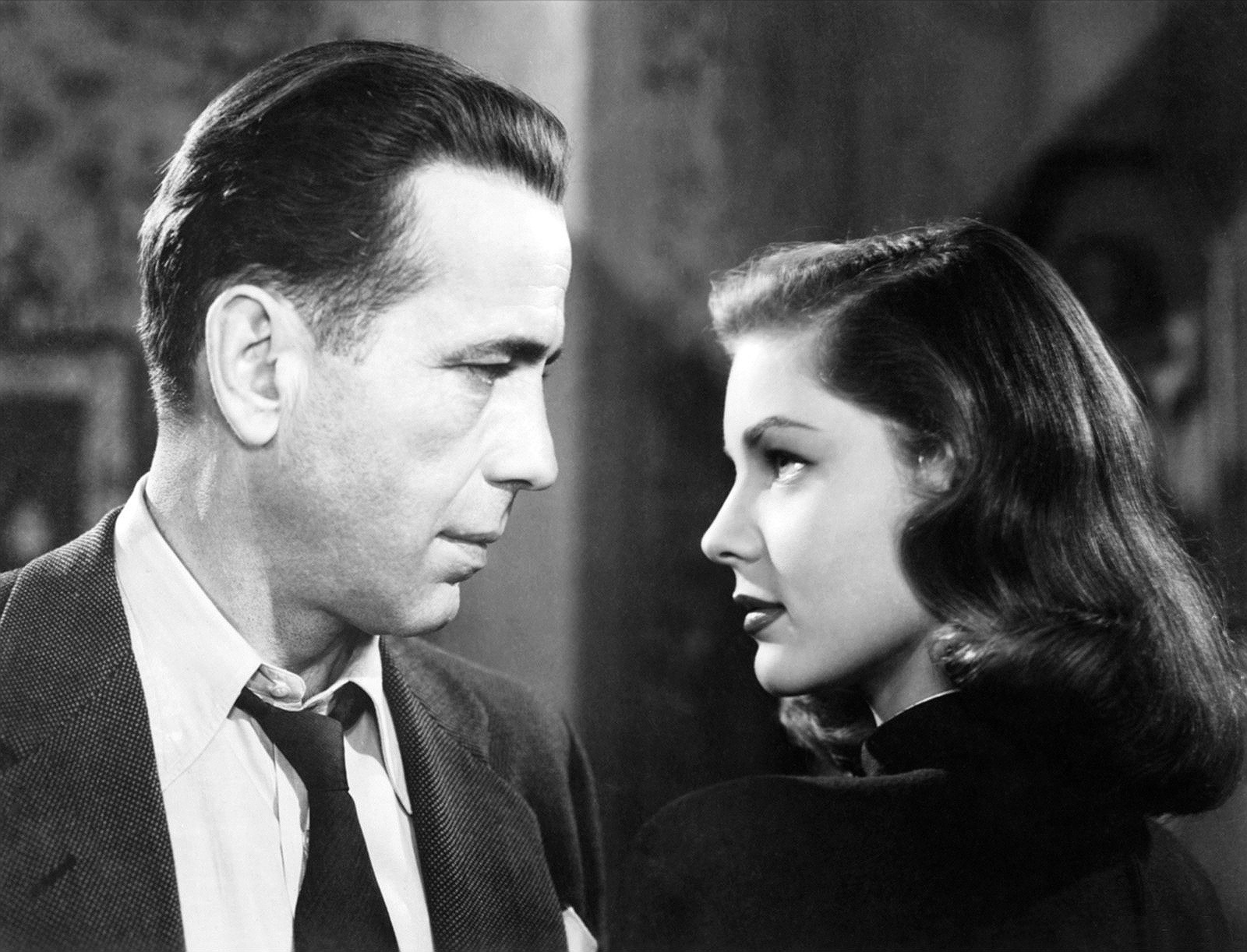
Bogart e Bacall in una foto di scena

Il detective Philip Marlowe è assunto dal generale Sternwood per scoprire chi ricatta la figlia minore Carmen per i suoi debiti di gioco verso il libraio Arthur Gwynn Geiger. Mentre Marlowe se ne va, la figlia maggiore di Sternwood, la divorziata Vivian Rutledge, lo ferma. Sospetta che il vero motivo di suo padre per chiamare un detective sia trovare il suo protetto Sean Regan, misteriosamente scomparso un mese prima: il caso quindi si fa più complesso e Marlowe entra in un'atmosfera morbosa di complotto e seduzione tra ricatti, omicidi, furti e bische clandestine, che non ha uguali nella storia del genere.
Subito dopo l'incontro con il generale e con Vivian, Marlowe va al negozio di Geiger, che è gestito da Agnes Lowzier, e segue Geiger fino a casa. Sentendo uno sparo e l'urlo di una donna, accorre e trova il corpo senza vita di Geiger e Carmen drogata, oltre a una macchina fotografica nascosta ma senza pellicola. Dopo aver riportato Carmen a casa, ritorna e scopre che il corpo è scomparso.
Vivian arriva all'ufficio di Marlowe la mattina dopo con le foto scandalose di Carmen che ha ricevuto con una richiesta di riscatto per i negativi. Marlowe torna nella libreria di Geiger e segue un'auto nell'appartamento di Joe Brody, un giocatore che in precedenza ha ricattato il generale Sternwood. Poi trova Carmen nella casa di Geiger, che insiste a sostenere che è stato Brody a uccidere Geiger. Sono interrotti dal proprietario della casa, il piccolo gangster Eddie Mars.
Marlowe va nell'appartamento di Brody, dove trova sia Agnes che Vivian. Sono interrotti da Carmen, che armi in pugno vuole le sue foto. Marlowe la disarma e manda a casa Vivian e Carmen. Brody ammette che è lui a nascondersi dietro il ricatto, quindi va ad aprire la porta dove gli sparano. Marlowe insegue l'assassino e acciuffa Carol Lundgren, l'ex autista di Geiger, che crede che Brody lo stia truffando. Marlowe chiama la polizia e fa in modo che l'assassino sia arrestato.
Marlowe visita il casinò di Mars, dove chiede di Regan, che dovrebbe essere scappato con la moglie di Mars. Mars è evasivo e dice a Marlowe che Vivian sta accumulando debiti di gioco. Vivian vince una grande puntata e poi vuole che Marlowe la porti a casa. Un tirapiedi di Mars cerca di rapinare Vivian, ma Marlowe lo mette fuori combattimento. Mentre guida per ritornare a casa, Marlowe fa pressioni su Vivian per sapere di più della sua relazione con Mars, ma lei non ammette nulla. Tornato a casa sua, Marlowe trova una Carmen civettuola ad aspettarlo; dice che non le piaceva Regan e dichiara che Mars chiama Vivian frequentemente, quindi tenta di sedurre Marlowe, che la butta fuori dal suo appartamento. Il giorno dopo l'ispettore Bernie Ohls avverte Marlowe che il generale Sternwood non vuole che vengano continuate le indagini sul caso, inoltre Vivian gli dice che può smettere di cercare Regan; è stato trovato in Messico e lei lo vedrà.
Marlowe viene fatto picchiare da Mars per dissuaderlo dall'indagare ulteriormente, poi viene contattato da Harry Jones, un socio di Brody che vuole sposare Agnes, che gli propone un'offerta per rivelare dove si trovi la moglie di Mars. Quando Marlowe incontra Jones per avere l'informazione, trova lì Canino, un sicario assunto da Mars, che vuole sapere dove Agnes si nasconda. Canino avvelena Jones dopo avergli estorto il nascondiglio di Agnes (che risulta essere falso). Agnes telefona in ufficio mentre Marlowe è ancora lì e decide di incontrarlo. Rivela di aver visto Mona Mars insieme a Canino dentro un'officina di riparazioni, nei pressi della città di Realito. Quando arriva lì, Marlowe viene tramortito da Canino. Si risveglia legato, con Mona che lo sorveglia. Anche Vivian è presente e libera Marlowe, permettendogli di raggiungere la sua pistola e uccidere Canino. Tornano insieme e Marlowe chiama Mars dalla casa di Geiger, fingendo di essere ancora a Realito.
Il finale è entrato nella storia del genere. Marlowe, con Vivian, è riuscito a dare appuntamento a Eddie Mars in una delle sue case, della quale Marlowe possiede la chiave, giocando di anticipo. Qui Marlowe rivela a Mars di aver compreso che ha architettato tutte le estorsioni a danno di Vivian e di Carmen. Il detective sa che fuori dalla casa lo attendono gli scagnozzi dell'uomo per cui, pur intrappolato, decide di sparare allertandoli e poi costringe Mars ad uscire per primo minacciandolo con altri spari. Mars non fa in tempo ad aprire la porta che una raffica di mitra lo fredda.

## Produzione
Finito di girare nel 1944, dopo Acque del sud (dove i due protagonisti si conoscono), verrà successivamente modificato per l'uscita nelle sale del 1946 con scene rigirate dalla coppia ed anche con la sostituzione dell'attrice che interpreta il personaggio della moglie di Eddie Mars. Inoltre, son stati effettuati alcuni tagli che rendono incomprensibili alcuni passaggi della trama.

## Distribuzione
La prima versione è stata resa disponibile nel 1997.

### Doppiaggio
Il film fu doppiato per la prima volta nel 1947 dalla C.D.C. con la voce di Bruno Persa per Humphrey Bogart. La pellicola fu ridoppiata, insieme ad altre, su richiesta della Rai in occasione del ciclo dedicato all'attore americano nell'estate del 1975; in quest'occasione Bogart venne ridoppiato da Paolo Ferrari per conto della C.V.D..

## Accoglienza

### Critica
Secondo Paolo Mereghetti, il personaggio di Philip Marlowe, forte ma solitario e malinconico, è stato tra le migliori creazioni della letteratura poliziesca e l'interpretazione di Humphrey Bogart, valorizzata dallo stile asciutto del regista Howard Hawks, ci lascia la più memorabile delle incarnazioni di Marlowe. Celebre è la scena finale, quando Marlowe sfida il capo del racket Eddie Mars: il detective, nelle sue debolezze di uomo duro e solitario, sembra vacillare, ma non molla la presa.
Secondo Sandro Bernardi, Hawks in questo film dimostrò la sua qualità di regista "invisibile", cioè il suo stile è così formalmente perfetto da lasciar trasparire solo i personaggi e l'azione, facendoci dimenticare che stiamo guardando un film. Le inquadrature scorrono veloci una dopo l'altra, con passaggi sapientemente dosati tra vedute oggettive e soggettive; del tutto assenti i tempi morti e le battute inutili, mentre sono limitati all'essenziale i movimenti di macchina (che possono distrarre dall'azione) secondo un uso da manuale delle regole del cinema narrativo classico che volevano "lo spettatore al centro del mondo".

## Remake
Nel 1978 è stato distribuito un remake britannico del film intitolato Marlowe indaga, diretto da Michael Winner e interpretato da Robert Mitchum nel ruolo che fu di Bogart.